# Glitter (album)
Pour les articles homonymes, voir Glitter.
Albums de Mariah Carey
Valentines
(2000) Greatest Hits
(2001)
Singles
1. Loverboy
Sortie : 16 juillet 2001
2. Never Too Far
Sortie : 23 octobre 2001
3. Don't Stop (Funkin' 4 Jamaica)
Sortie : 10 décembre 2001
4. Reflections (Care Enough)
Sortie : 15 décembre 2001
5. Last Night a DJ Saved My Life (Promo Only)
Sortie : 2002

Glitter interprété par Mariah Carey est la bande originale du film Glitter, dont la chanteuse est le personnage principal. Il est mis en vente par Virgin Records le 11 septembre 2001 aux États-Unis, le jour même des attaques contre les tours du World Trade Center ; vendu en moins grand nombre que ses précédents opus, cet album reste le seul de Mariah Carey sous ce label.
Si Glitter est l'album le moins vendu de Mariah carey, le disque est un succès, se classe n°1 au Top Billboard Soundtrack, tandis que le single Loverboy, est n°1 des charts R&B/Hip-hop aux Etats-Unis. À l'époque, la bande originale se vend à 2 millions d'exemplaires dans le monde.
Si à sa sortie le 11 septembre 2001, l'opus fut égratigné par la critique, il obtient cependant une réhabilitation par les critiques de musiques professionnelles, qui l'acclament et devient une décennie plus tard, un disque culte, prouvant par la même occasion l'acharnement injustifié de la presse face à Carey,,,.
Le 14 novembre 2018, l'opus devient numéro 1 dans de nombreux pays sur itunes, tout en se classant dans le top 10 des meilleures ventes de disques physiques, en raison du hastag Justice For Glitter, lancé par les fans et les critiques de musiques professionnelles, afin de réhabiliter la réputation du disque,,,,,.

## Production
En 1997, la chanteuse américaine Mariah Carey a commencé à travailler sur un projet de film et de bande sonore intitulé All That Glitters. Cependant, au cours de cette période, sa maison de disques Columbia Records a fait pression sur Carey pour qu’elle publie un album de compilation, à temps pour la période des Fêtes en novembre 1998. Par conséquent, Carey a mis All That Glitters en attente et a sorti la compilation #1's en novembre 1998. À la suite d’un autre album studio en 1999, intitulé Rainbow, le projet a été retardé. Elle a publié une partie du matériel sur Rainbow, dans lequel elle a exercé un contrôle créatif sur l’album et son son, et puis, Carey a terminé son contrat avec Columbia Records. Plus tard, elle a signé un contrat de disque de 100 millions de dollars américains avec Virgin Records (EMI Records). Carey a eu le plein contrôle conceptuel et créatif sur le projet. Elle a choisi d'enregistrer un album en partie mélangé avec du disco influencé des années 1980 et d'autres genres similaires, afin d'aller de pair avec le cadre du film. À mesure que la date de sortie approchait, le titre du film et de l'album est passé de All That Glitters à Glitter. Carey a développé le concept du film, qui a ensuite été développé par Kate Lanier. Elle a dit qu'ils avaient réécrit une grande partie du scénario sur le plateau. Des séances de tournage ont eu lieu à New York et à Toronto à la fin de septembre 2000.

## Performance commerciale
Malgré le contexte peu favorable à la sortie d'un album dont la tonalité d'ensemble est à contre-courant de la lourde atmosphère qui règne sur la scène internationale, l'album débute en tant que numéro un (et ce pour trois semaines) des bandes originales au classement Billboard et numéro sept aux États-Unis Billboard 200. L'album est certifié disque de platine en octobre aux États-Unis et atteint la première place des ventes d'album au Japon. Au total, la bande originale se vend à 2 millions d'exemplaires dans le monde, tout en se classant dans le Top 10 des meilleures ventes d'albums de nombreux pays.

## Singles
L'album est porté par le single Loverboy qui parvient à se hisser à la deuxième place du classement américain des singles, tout en s'érigeant à la 1ere place du Top R&B, mais Mariah Carey n'est, assez étrangement, plus soutenue par les radios ce qui a pour résultat que le single échoue sur la deuxième place du classement (ayant un faible airplay mais de grosses ventes) alors qu'il est désigné comme single le plus vendu de l'année 2001. Les singles suivants (Never Too Far, Don't Stop (Funkin' 4 Jamaica) et Reflections (Care Enough)) sont des échecs,,,, quant à Last Night a DJ Saved My Life, la reprise du groupe Indeep, connaît en 2002 un certain succès en Europe, et tout particulièrement en France.

## Justice For Glitteret retour au sommet en 2018
Le 14 novembre 2018, l'opus devient numéro 1 dans de nombreux pays sur itunes, tout en se classant dans le top 10 des meilleures ventes de disques physiques, en raison du hastag Justice For Glitter, lancé par les fans et les critiques de musiques professionnelles, afin de réhabiliter la réputation du disque,,,,,.

## Statut d’œuvre culte
Si à sa sortie le 11 septembre 2001, l'opus fut égratigné par la critique, il obtient cependant une réhabilitation par les critiques de musiques professionnelles, qui l'acclament et devient une décennie plus tard, un disque culte, prouvant par la même occasion l'acharnement injustifié de la presse face à Carey,,,.

## Liste des Pistes
| No  | Titre                                                                  | Durée |
| --- | ---------------------------------------------------------------------- | ----- |
| 1.  | Loverboy (Remix) (feat. Da Brat, Ludacris, Twenty II, Shawnna)         | 4:30  |
| 2.  | Lead the Way                                                           | 3:53  |
| 3.  | If We (feat. Ja Rule & Nate Dogg)                                      | 4:11  |
| 4.  | Didn't Mean to Turn You On                                             | 4:54  |
| 5.  | Don't Stop (Funkin' 4 Jamaica) (feat. Mystikal)                        | 3:38  |
| 6.  | All My Life                                                            | 5:10  |
| 7.  | Reflections (Care Enough)                                              | 3:21  |
| 8.  | Last Night a DJ Saved My Life (feat. DJ Clue, Busta Rhymes & Fabolous) | 6:43  |
| 9.  | Want You (feat. Eric Benet)                                            | 4:44  |
| 10. | Never Too Far                                                          | 4:22  |
| 11. | Twister                                                                | 2:26  |
| 12. | Loverboy (feat. Cameo) (Original Version)                              | 3:50  |

## Clips issus deGlitter
1. Loverboy (2001) (David Lachapelle)
2. Loverboy (Remix) (2001) (David Lachapelle)
3. Never Too Far (2001) (Vondie Curtis Hall)
4. Don't Stop (Funkin' 4 Jamaica) (2001) (Sanaa Hamri)
5. Last Night a DJ Saved My Life (2002) (David Lachapelle)

## Certifications
| Pays              | Certification |
| ----------------- | ------------- |
| États-Unis (RIAA) | Platine       |
| France (SNEP)     | Or            |
| Suisse (IFPI)     | Or            |